# Claudia Lynx

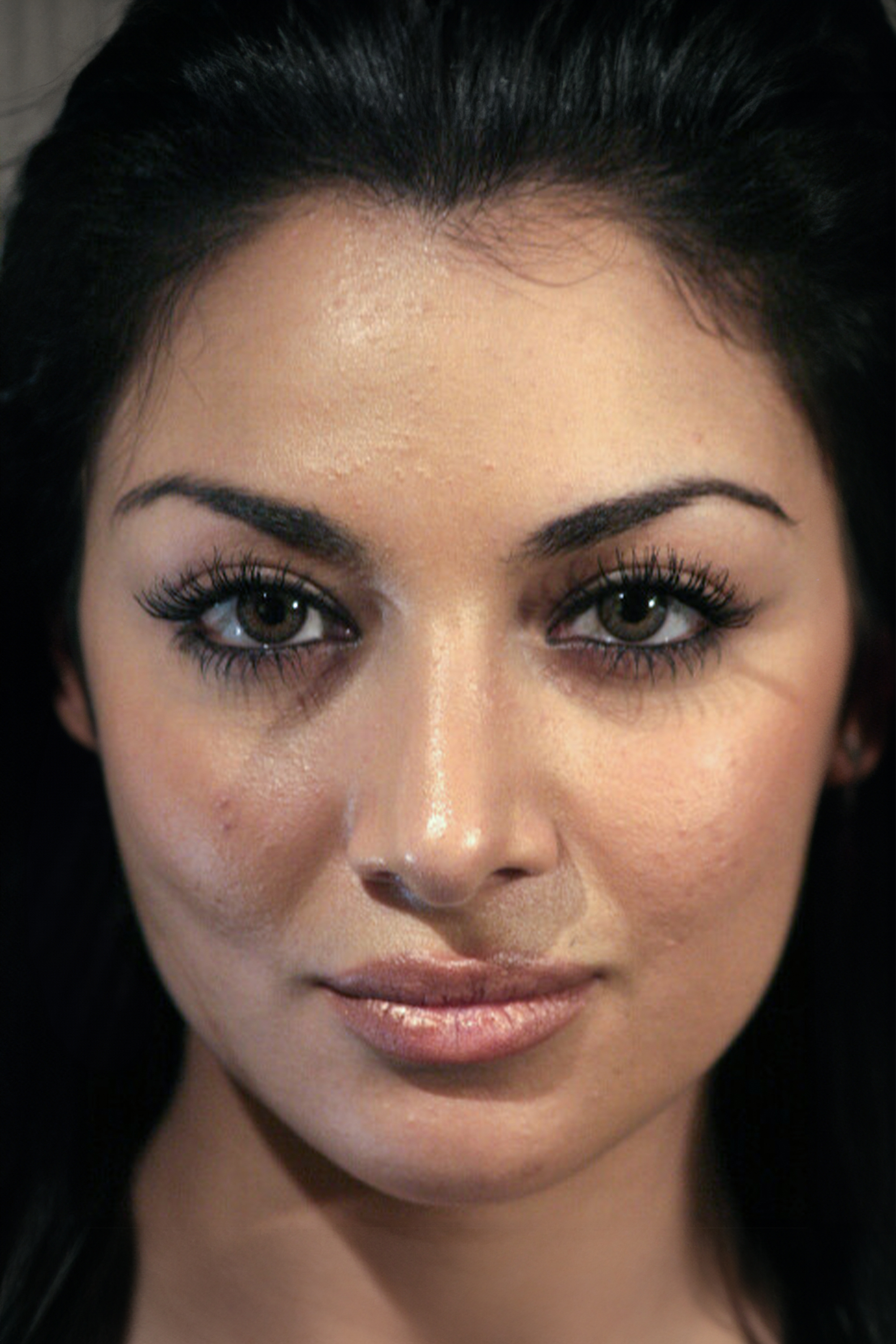
Claudia Lynx, 2005

Shaghayegh Claudia Lynx (persisch شقایق کلدیا لینکس; * 8. Juni 1982 in Teheran) ist ein iranisches Model und Schauspielerin. Speziell im Iran und im Nahen Osten ist sie unter dem Pseudonym Shaghayegh auch als Sängerin bekannt und erfolgreich.

## Leben
Lynx ist die Tochter persischer Eltern. Ihre Mutter verstarb mit 24 Jahren kurz nach ihrer Geburt. Sie hat einen älteren Bruder. Im Alter von drei Monaten zog die Familie nach Norwegen. Als Lynx drei Jahre alt wurde, war sie in der Fernsehwerbung für Kinderlebensmittel zu sehen. Während ihres fünften Lebensjahrs zog die Familie nach Toronto in Kanada. Mit 15 Jahren modelte sie für Levi Strauss & Co., einem privaten Handelsunternehmen für Textilien.

## Karriere
Durch ihre ersten Modelaufträge rückte sie bald in den Fokus bekannter Produzenten. Ein iranischer Produzent war auch an ihrer Stimme interessiert. Mit 16 startete sie ihre Gesangskarriere unter dem Pseudonym Shaghayegh. 2001, im Alter von 19, wurde sie von Canadian Search Miss Universe als The Best Print and Fashion Model ausgezeichnet. 2003 wurde das erste Album Shaghayegh veröffentlicht. Erstmals als Schauspielerin war sie 2005 in einer Episode der TV-Serie The West Wing – Im Zentrum der Macht zu sehen. Im selben Jahr folgte eine Hauptrolle in Legion of the Dead. 2007 folgte eine Besetzung in Succubus: Hell-Bent an der Seite von Gary Busey, David Keith und Kelly Hu, 2008 in Lady Magdalene’s an der Seite von Nichelle Nichols. 2008 erfolgte durch das Label Taraneh Enterprises Inc eine erneute Herausgabe des Albums Shaghayegh. 2009 wurde sie zur The Most Beautiful Woman Alive gewählt. Zuletzt war sie 2011 im Kurzfilm The Sixth gemeinsam mit Tommy Lister Jr. zu sehen.

## Diskografie
- 2003: Shaghayegh (Album)

## Filmografie
- 2005: The West Wing – Im Zentrum der Macht
- 2005: Legion of the Dead
- 2007: Succubus: Hell-Bent
- 2008: Lady Magdalene’s
- 2011: The Sixth